# 土城站 (韓國)
土城站（：／ Toseong yeok */?）是大韓民國釜山地鐵1號線沿線的一座地下車站，位於釜山廣域市西區峨嵋洞和忠武洞的交界處。

## 車站結構
站體為2面2線曲線式設計側式月台的地下車站，候車月台設有月台幕門，並有10處出口，1、3、5、7、9號出口位於忠武路，2、4、6、8、10號出口位於峨嵋洞。
過去作為起終點站使用而保留旁側軌道，可作為迴車使用。

### 月台配置
| 東大新 ↑ |
| \| 上    |
| ↓ 札嘎其 |

| 月台 | 路線               | 目的地                 |
| ---- | ------------------ | ---------------------- |
| 上行 | ●釜山都市铁道1号线 | 多大浦海水浴場方向     |
| 下行 | ●釜山都市铁道1号线 | 釜山站、西面、老圃方向 |

## 歷史
- 1988年5月19日：土城洞站落成啟用。
- 2010年2月24日：改为现在名称。

## 車站周邊
- 韓國電力公社
- 釜山大學
- 釜山大學附設醫院
- 東亞大學富民校區
- 峨嵋郵局
- 甘川文化村
- 臨時首都紀念館
- 寶水洞二手書街
- 釜山中部警署峨嵋派出所

## 圖片

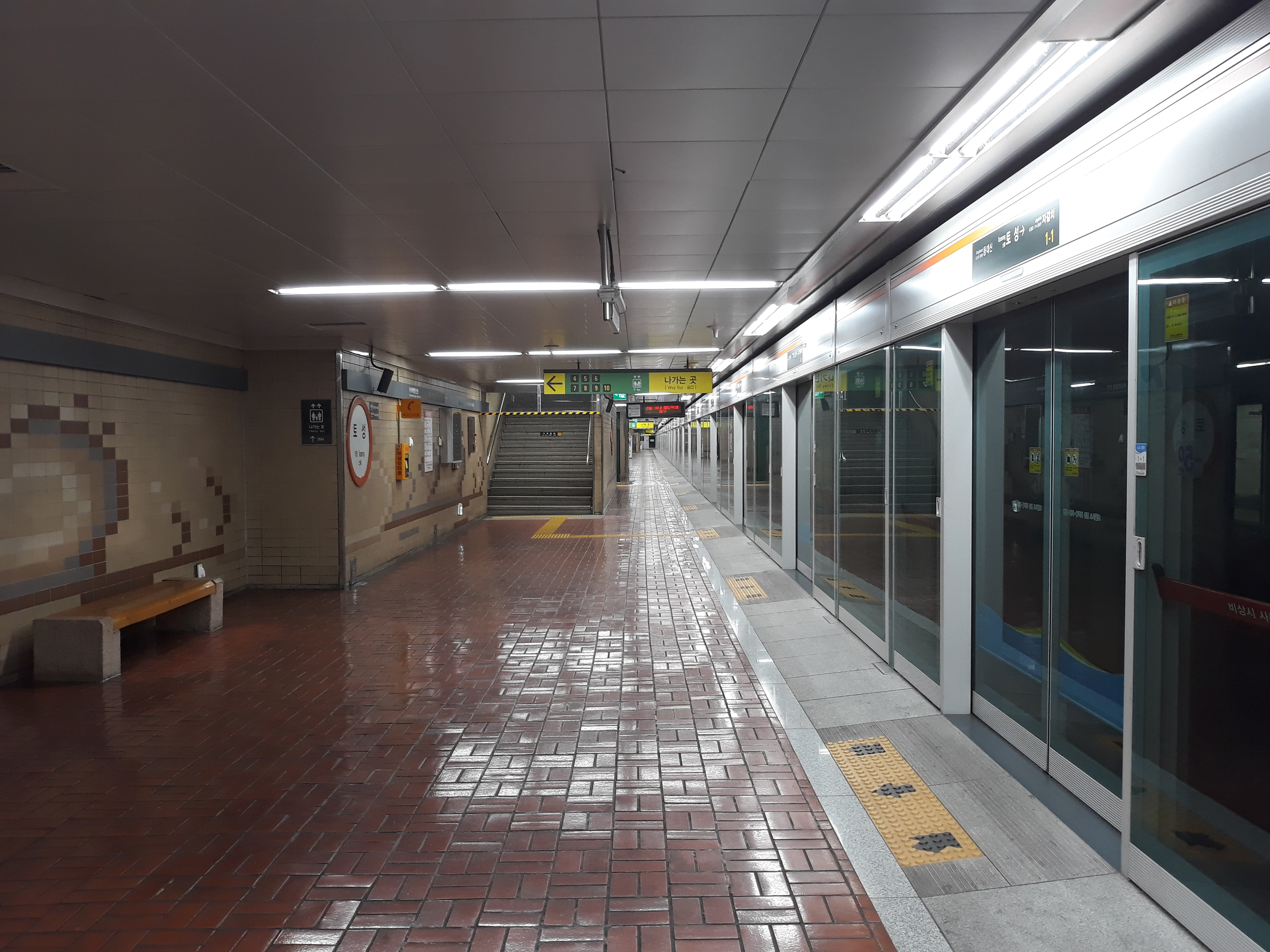
候車月台
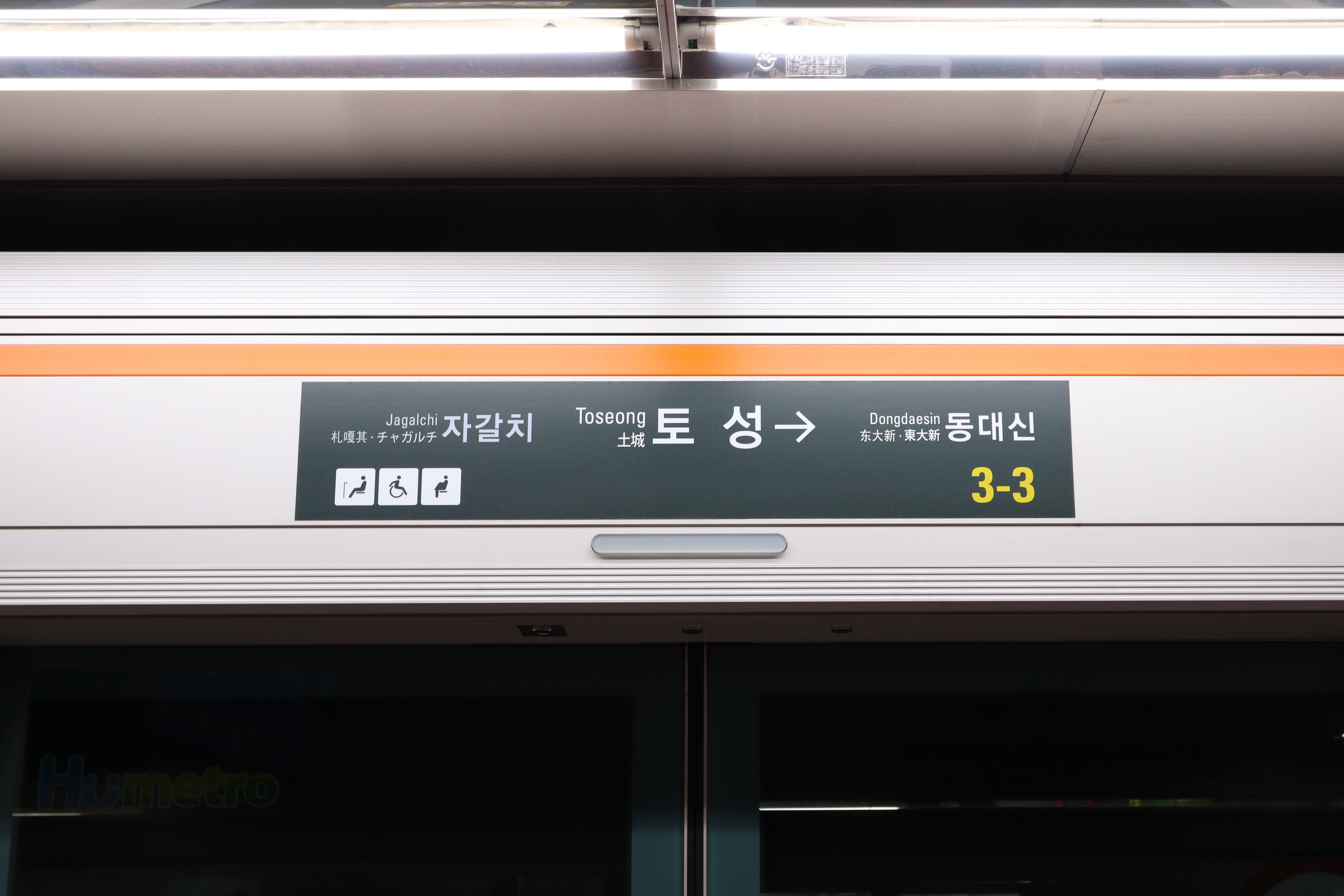
月台門資訊板
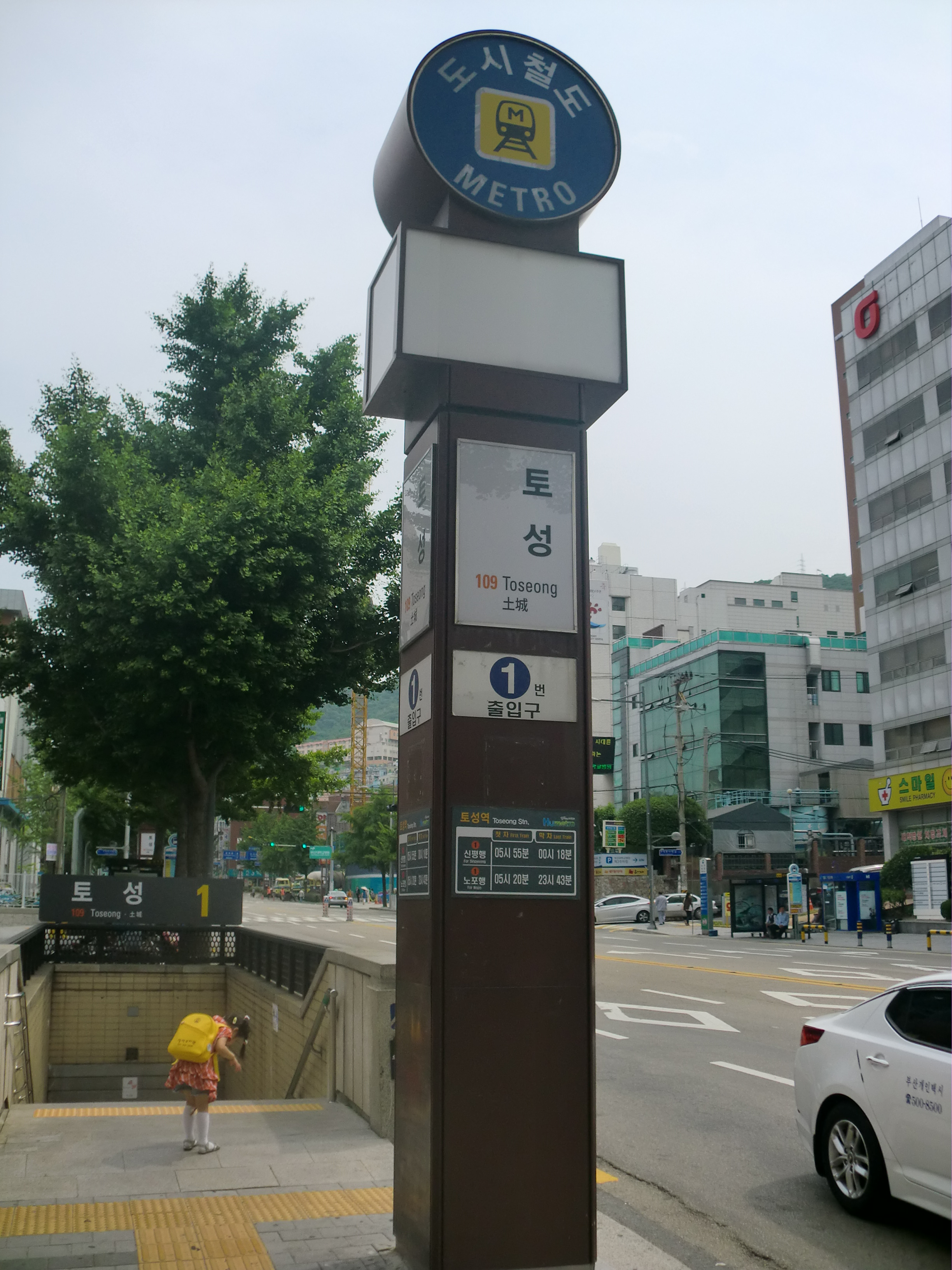
1號出口
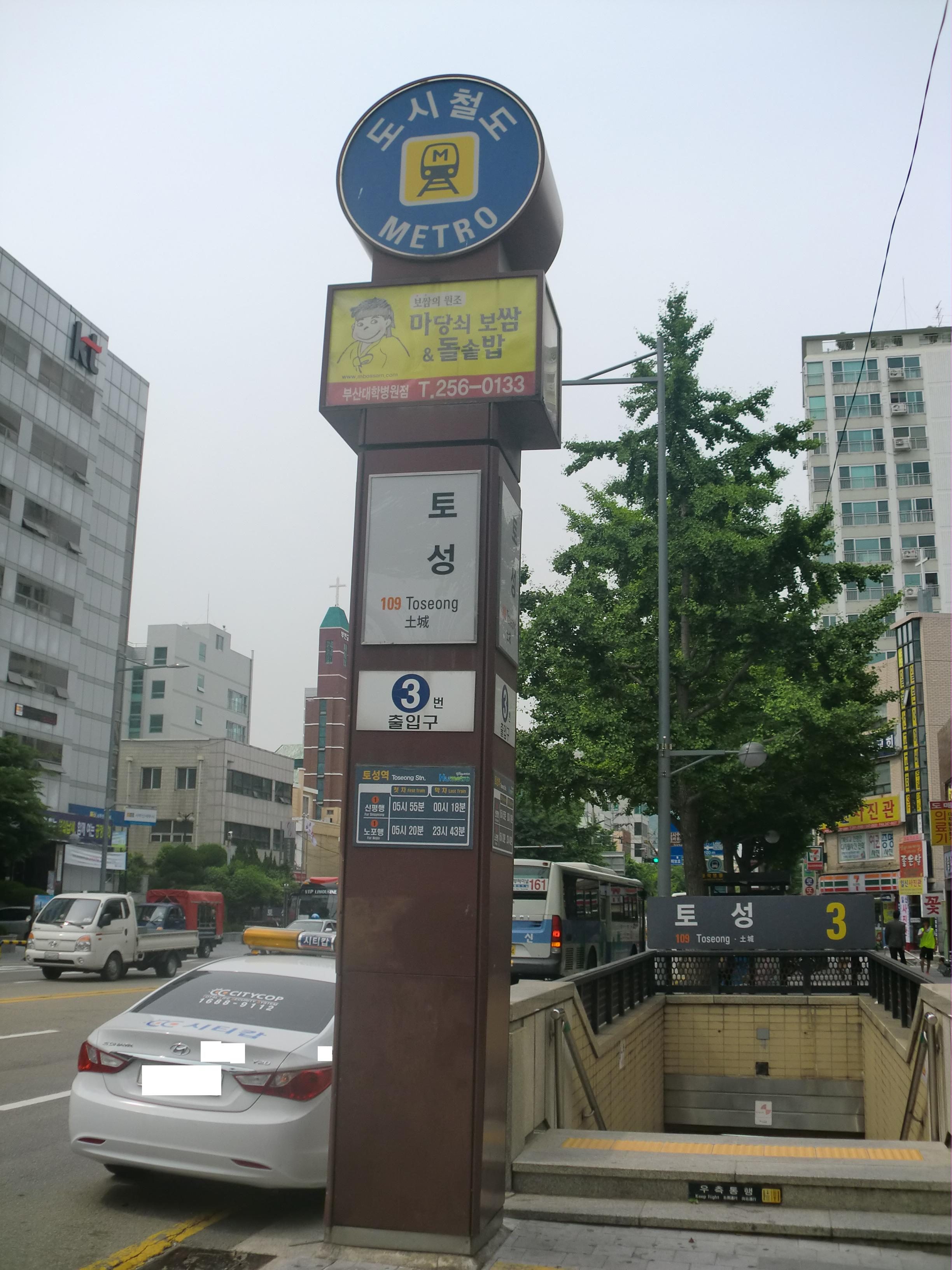
3號出口
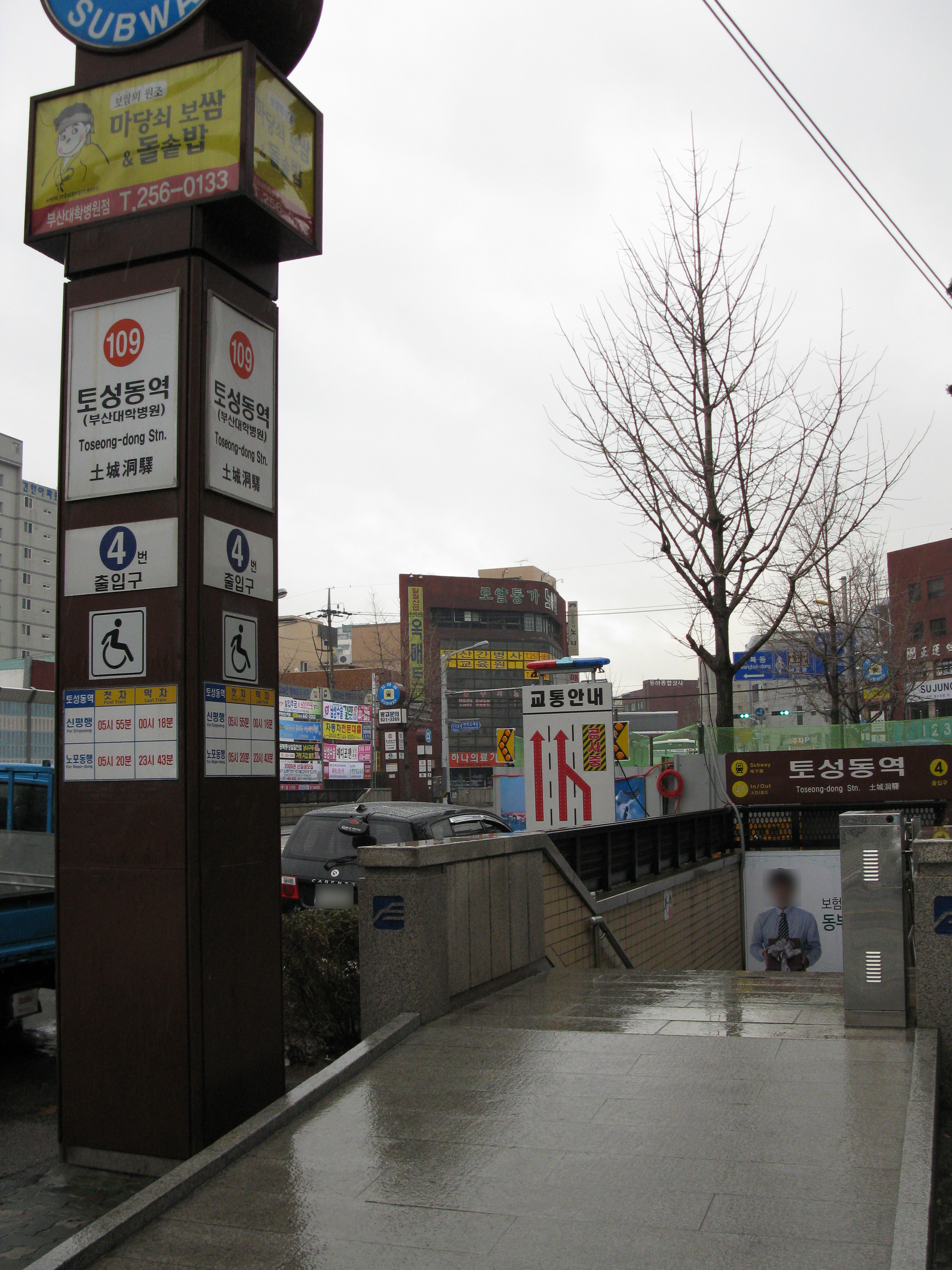
4號出口

## 相鄰車站
釜山交通公社
●釜山都市铁道1号线
東大新（108）－土城（109）－札嘎其（110）